# Кльоново (Тухольський повіт)
Кльоново (пол. Klonowo) — село в Польщі, у гміні Любево Тухольського повіту Куявсько-Поморського воєводства.
Населення — 651 особа (2011).
У 1975-1998 роках село належало до Бидгощського воєводства.

## Демографія
Демографічна структура станом на 31 березня 2011 року:
|          | Загалом | Допрацездатний вік | Працездатний вік | Постпрацездатний вік |
| -------- | ------- | ------------------ | ---------------- | -------------------- |
| Чоловіки | 349     | 104                | 216              | 29                   |
| Жінки    | 302     | 61                 | 173              | 68                   |
| Разом    | 651     | 165                | 389              | 97                   |